# Dr. T och kvinnorna
Dr. T & kvinnorna (engelska: Dr. T & the Women) är en amerikansk långfilm från 2000 i regi av Robert Altman, med Richard Gere, Helen Hunt, Farrah Fawcett och Laura Dern i rollerna.

## Handling
Dr. T och kvinnorna är en komedi om en ensam man vars närmaste endast består av kvinnor som han vill ha sex med.

## Rollista
| Richard Gere   | – Dr. T             |
| Helen Hunt     | – Bree              |
| Farrah Fawcett | – Kate              |
| Laura Dern     | – Peggy             |
| Shelley Long   | – Carolyn           |
| Tara Reid      | – Connie            |
| Kate Hudson    | – Dee Dee           |
| Liv Tyler      | – Marilyn           |
| Robert Hays    | – Harlan            |
| Matt Malloy    | – Bill              |
| Andy Richter   | – Eli               |
| Lee Grant      | – Dr. Harper        |
| Janine Turner  | – Dorothy Chambliss |
| Holly Pelham   | – Joanne            |